# 2004 TG10
| А. о.          | TG10  | Енке  |
| -------------- | ----- | ----- |
| Велика піввісь | 2,24  | 2,21  |
| Перигелій      | 0,313 | 0,338 |
| Афелій         | 4,17  | 4,09  |
| Ексцентриситет | 0,859 | 0,847 |

2004 TG10 (можливе написання — 2004 TG10) — навколоземний об'єкт. Є підстави вважати його частиною комети Енке. Можливий діаметр — від 350 до 780 м залежно від альбедо. Можливо, є джерелом метеорного потоку Тауриди, який спостерігається щороку в листопаді.

## Орбіта
2004 TG10 обертається навколо Сонця на відстані 0,3—4,2 а. о. з періодом 3 роки 4 місяці (1220 днів). Ексцентриситет орбіти становить 0,86, а нахил до екліптики — 4°.
Мінімальна відстань перетину орбіт із Землею становить 0,0225 а. о. (3 370 000 км, або 8,8 відстаней до Місяця.